# Kork (Kehl)

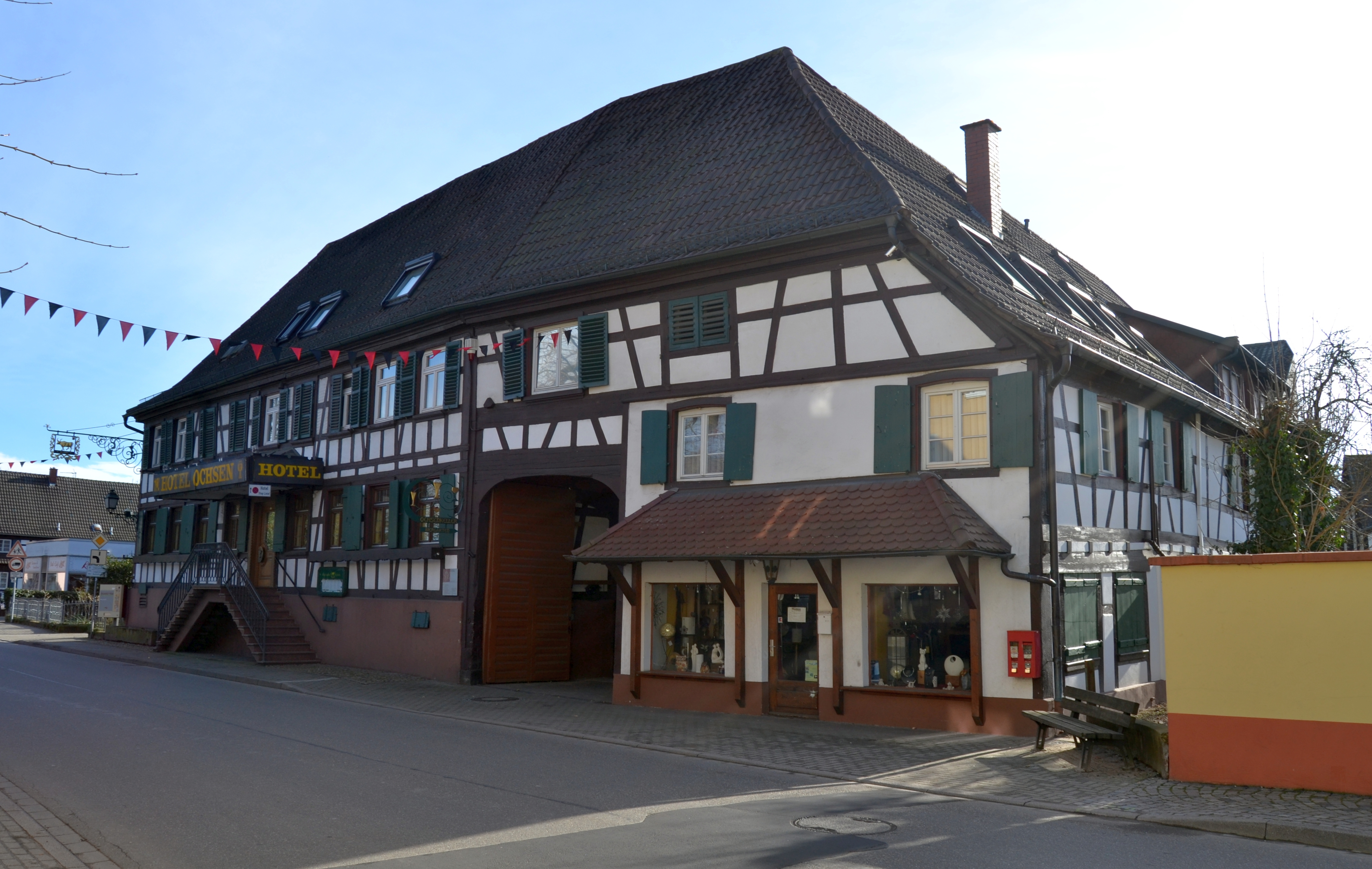
Gasthaus „Ochsen“.

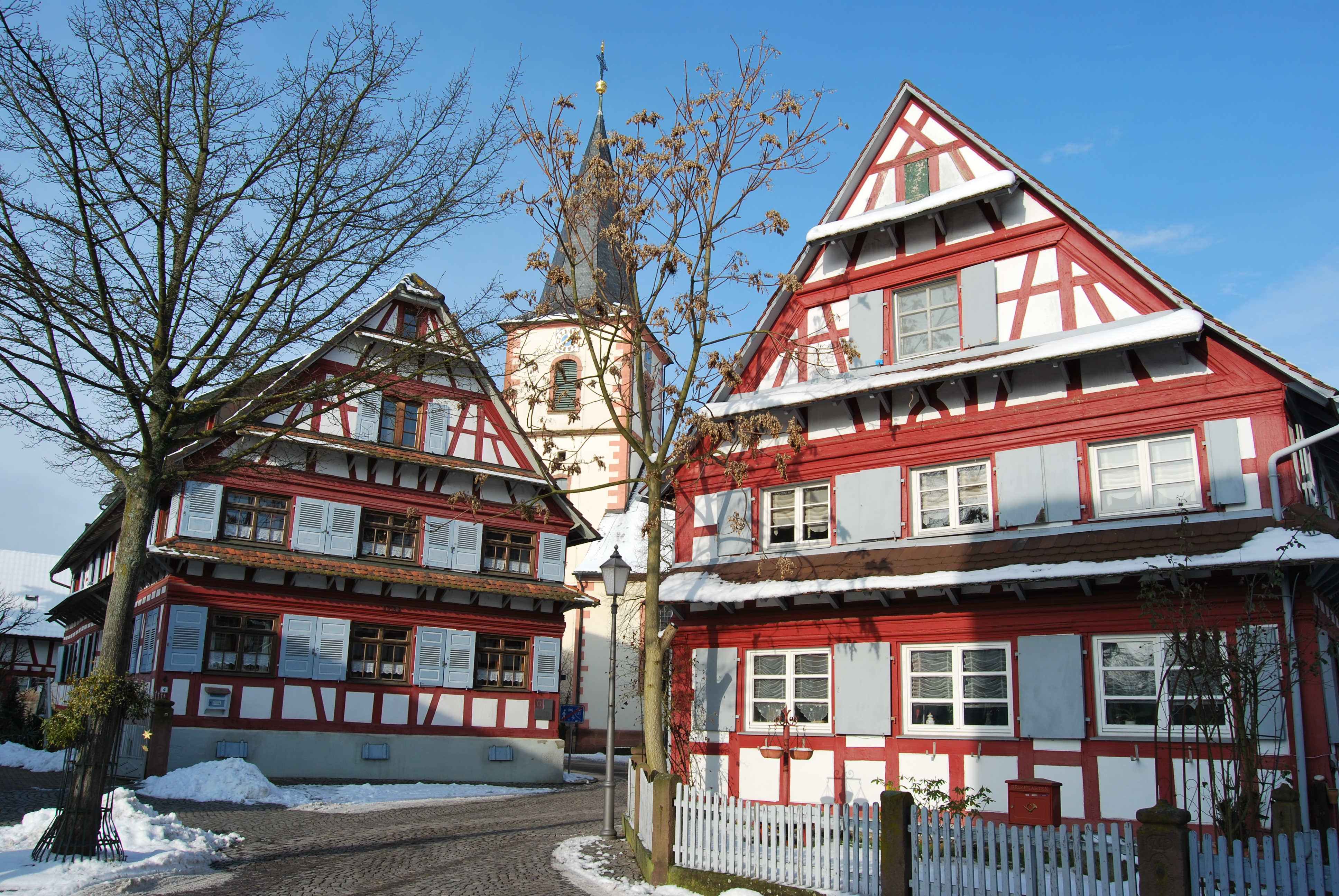
Fachwerkhäuser und die evangelische Kirche in Kork

Kork ist ein Stadtteil von Kehl, etwa fünf Kilometer östlich von der Kernstadt im historischen Hanauerland gelegen.

## Geschichte

### Mittelalter
Die älteste erhaltene Erwähnung von Kork stammt von 778. Kork war ein Lehen des Bischofs von Straßburg an die Herren von Lichtenberg. Die Erstbelehnung erfolgte 1274. Um 1330 kam es zu einer ersten Landesteilung zwischen Johann II. von Lichtenberg, aus der älteren Linie des Hauses, und Ludwig III. von Lichtenberg. Dabei fiel Kork in den Teil des Besitzes, der künftig von der älteren Linie verwaltet wurde. In der Herrschaft Lichtenberg war es dem Amt Willstätt zugeordnet.
Als 1480 mit Jakob von Lichtenberg das letzte männliche Mitglied des Hauses verstarb, ging das Erbe auf seine beiden Nichten, Anna von Lichtenberg (1442–1474) und Elisabeth von Lichtenberg über. Anna hatte 1458 den Grafen Philipp I. den Älteren von Hanau-Babenhausen (1417–1480) geheiratet, der eine kleine Sekundogenitur aus dem Bestand der Grafschaft Hanau erhalten hatte, um heiraten zu können. Durch die Heirat entstand die Grafschaft Hanau-Lichtenberg. Elisabeth heiratete Simon IV. Wecker von Zweibrücken-Bitsch. Das Lichtenberger Erbe wurde zwischen ihnen geteilt. Das Amt Willstätt und damit Kork wurden dabei zu einem Kondominat zwischen beiden Erben.

### Neuzeit
Unter der Regierung des Grafen Philipp III. von Hanau-Lichtenberg kam es zu einer Realteilung der gemeinsamen Kondominate: Das Amt Willstätt kam ganz zur Grafschaft Hanau-Lichtenberg. Im Gegenzug gelangte das Amt Brumath ganz an Zweibrücken-Bitsch. Nach dem Tod des letzten Hanauer Grafen, Johann Reinhard III. 1736, fiel das Erbe – und damit auch das Amt Willstätt – an den Sohn seiner einzigen Tochter, Charlotte von Hanau-Lichtenberg, Landgraf Ludwig (IX.) von Hessen-Darmstadt. Mit dem Reichsdeputationshauptschluss wurde das Amt Willstätt mit dem Dorf Kork 1803 dem neu gebildeten Kurfürstentum Baden zugeordnet. Bis 1881 war Kork Sitz eines badischen Bezirksamts.
Im Zuge der Gemeindegebietsreform wurde Kork am 1. Dezember 1971 nach Kehl eingemeindet. Am 1. Januar 1973 wechselte Kork, nun als Stadtteil Kehls, in den neugebildeten Ortenaukreis, nachdem der Landkreis Kehl aufgelöst wurde.

### Demographie
Einwohnerzahlen nach dem jeweiligen Gebietsstand.
| Jahr | Einwohnerzahl |
| ---- | ------------- |
| 1961 | 1.748         |
| 1970 | 2.098         |
| 2014 | 2.900         |

## Politik

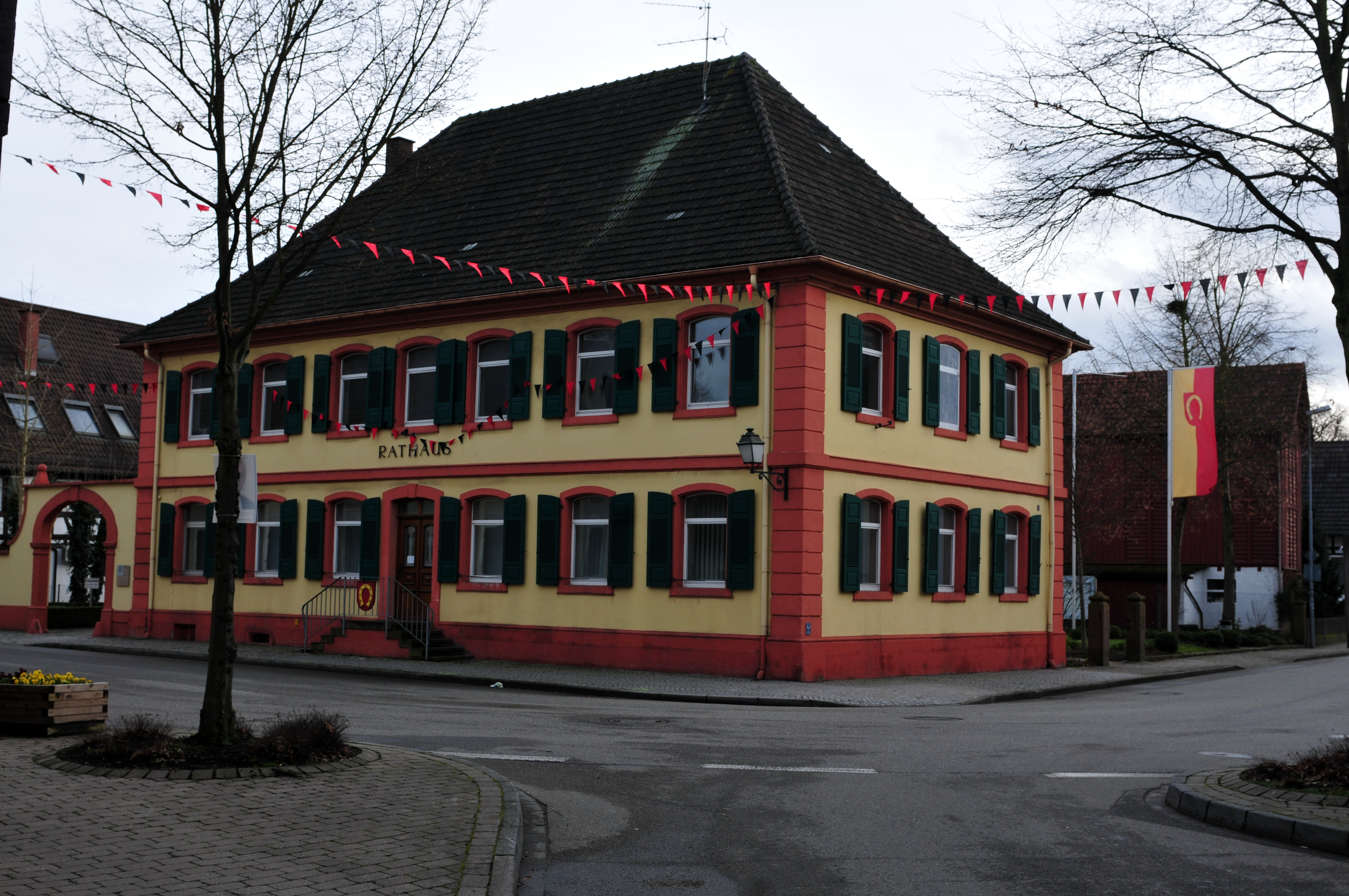
Rathaus Kork

Mit der Eingemeindung nach Kehl wurde das Amt des Ortsvorstehers geschaffen. Amtsinhaber, und damit Vorsitzender des Ortschaftsrates, ist Armin Lubberger (Neue Bürgerliste Kork).
Die Kommunalwahl am 9. Juni 2024 brachte für den Ortschaftsrat folgende Sitzverteilung:
| Insgesamt 10 Sitze - Liste Korker Bürger: 5 - Neue Bürgerliste: 5 |

## Religion

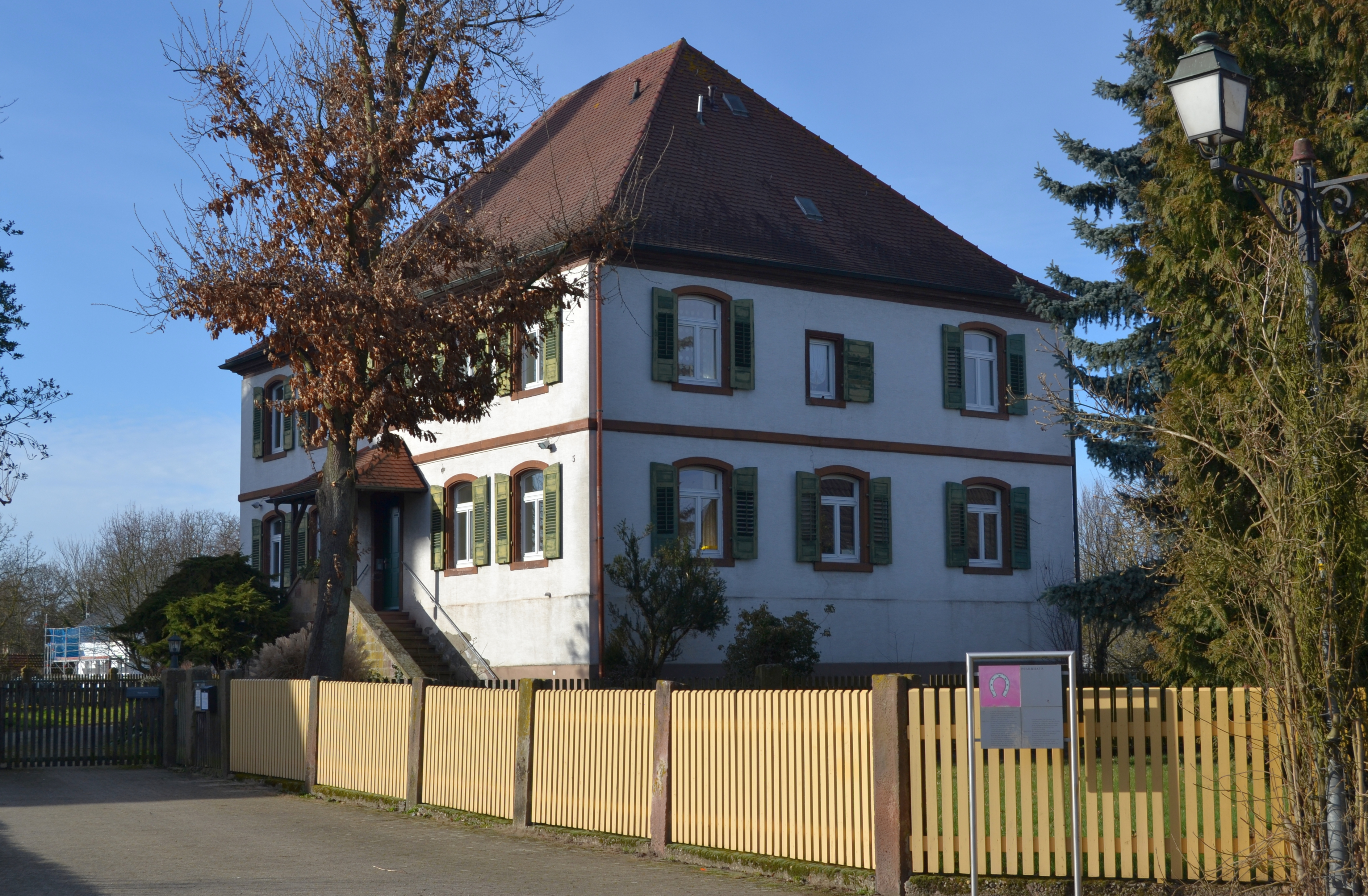
Pfarrhaus

### Geschichte
Seit alters her ist Kork Sitz eines Kirchspiels. Es reichte im frühen Mittelalter bis nach Hausgereut im Norden (heute zur Stadt Rheinau) und Sand im Osten (heute zu Willstätt). Graf Philipp IV. von Hanau-Lichtenberg (1514–1590) führte nach seinem Regierungsantritt 1538 die Reformation in seiner Grafschaft konsequent durch, die nun lutherisch wurde.

### Evangelische Kirche

#### Kirchengemeinde

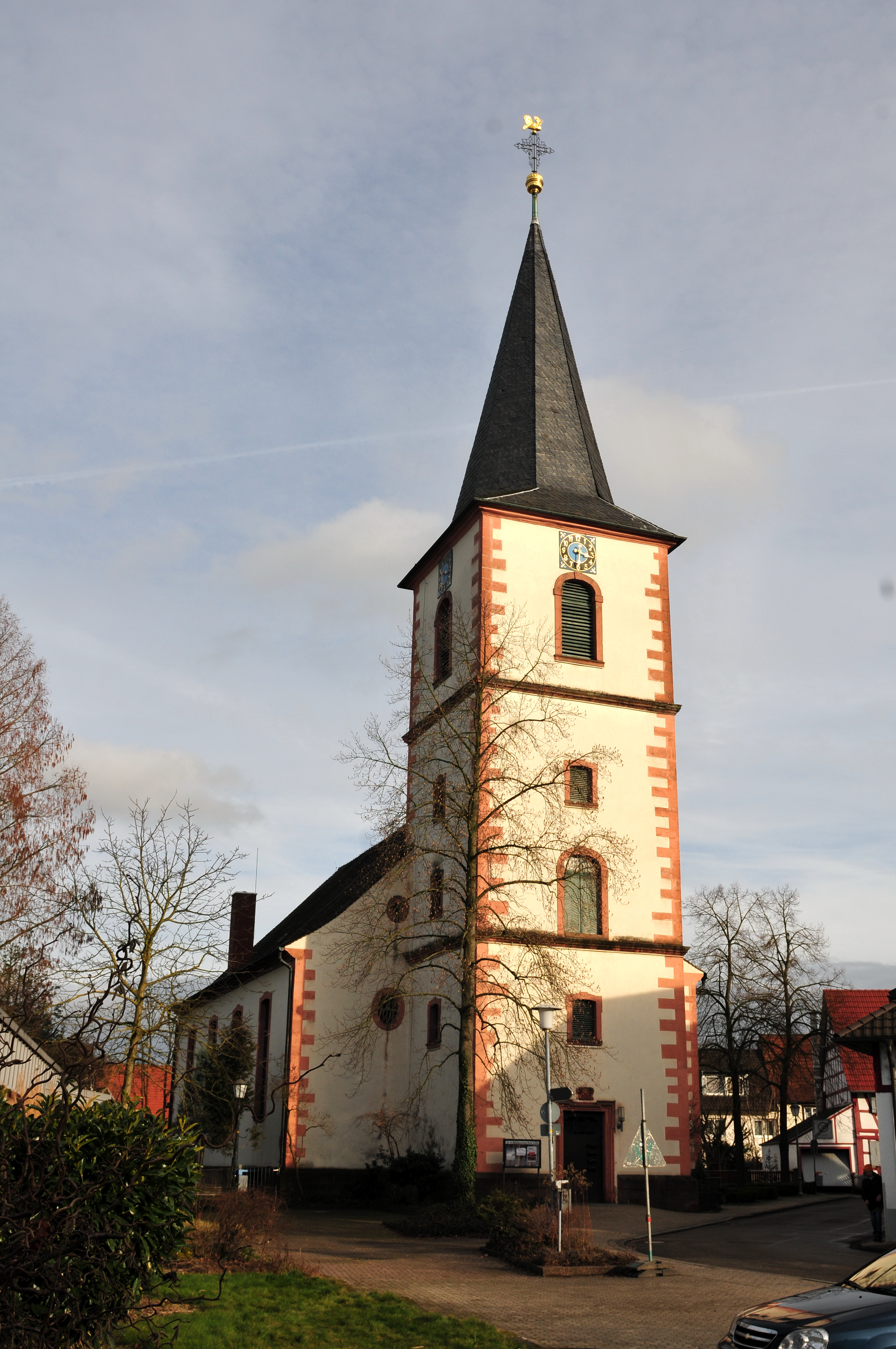
Evangelische Kirche

Heute gehören außer Kork noch Odelshofen und Querbach zum Bezirk der evangelischen Kirchengemeinde. Die heutige Dorfkirche wurde 1731/1732 erbaut. Von außen erscheint sie protestantisch-schlicht, im Innenraum finden sich eine Stuckdecke, die Kanzel im französischen Empire-Stil und eine Rokoko-Orgel von 1778. Auf dem Kirchturm ragt ein über 4 Meter hohes Turmkreuz von 1732 in den Himmel.

#### Diakonie /Korken für Kork
Es gibt außerdem noch die evangelische Gemeinde in der Kreuzkirche, die zur Diakonie Kork gehört.
1991 gründete die Diakonie Kork die bundesweite Recycling-Aktion Korken für Kork, bei der Flaschenkorken in ganz Deutschland gesammelt und wieder verarbeitet werden. In Kork werden sie zu Granulat verarbeitet, aus dem natürliche Dämmstoffe oder Lehm-Kork-Bausteine hergestellt werden. In der Produktion arbeiten auch Menschen mit Behinderung.

### Römisch-katholische Kirche

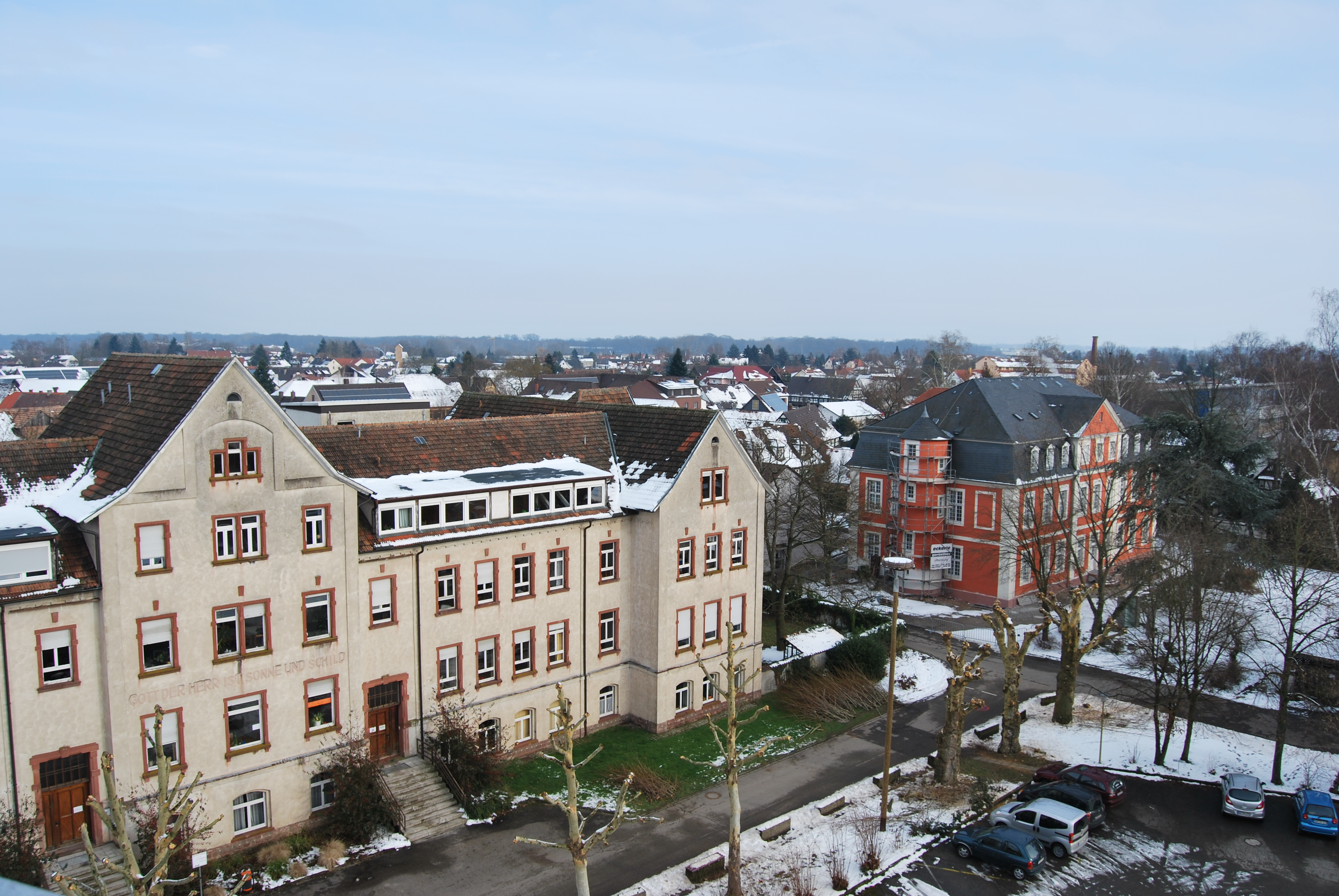
Diakonie Kork

Um 1900 wurden die Gläubigen der römisch-katholischen Konfession im Hanauerland wieder zahlreicher, und auch mit Blick auf die römisch-katholischen Patienten des Epilepsiezentrums kam es 1906/1907 zum Bau der römisch-katholischen Herz-Jesu-Kirche. Seit der Dekanatsreform am 1. Januar 2008 gehört Kork und die Herz Jesu-Kirche zum Dekanat Offenburg-Kinzigtal und gehört zudem zur Seelsorgeeinheit Hanauerland.

### Ökumene
Seitens der evangelischen und der römisch-katholischen Kirchengemeinde wird seit über 30 Jahren eine intensive Ökumene gepflegt. Diese geht vor allem auf die beiden ehemaligen Pfarrer Herbert Degenhart († 23. Mai 2008) (evangelisch) und Klaus Zipf (römisch-katholisch) zurück. Um die Ökumene zu stärken, unterzeichneten beide eine Vereinbarung, die beide Kirchengemeinden auch zukünftig zur Ökumene verpflichtet.
Seit dem Jahre 2013 trägt der Verbindungsweg von der Anselm-Pflügerstraße zum Friedhof in Kork, unmittelbar hinter der evangelischen Kirche, den Namen Herbert-Degenhart-Straße.

## Kultur und Sehenswürdigkeiten

### Museen
Das Handwerksmuseum Kork befindet sich in einer ehemaligen Brauerei, später Essigfabrik mitten in Kork. Dort findet man zahlreichen Exponate fast ausgestorbener Berufe, aber auch Ausstellungen zur Dorfgeschichte, zur Fischerei am Oberrhein, zum Münsterbau im Mittelalter, zur Zeitmessung, mit alten Spielzeugen und über den Fachwerkbau. Es ist eines der größten Museen der Region. Betreut wird das Museum, welches sich immer noch im Ausbau befindet, vom Verein Lesegesellschaft 1821 Kork e. V.
Das Deutsche Epilepsiemuseum befindet sich ebenfalls in Kork.

### Sehenswürdigkeiten

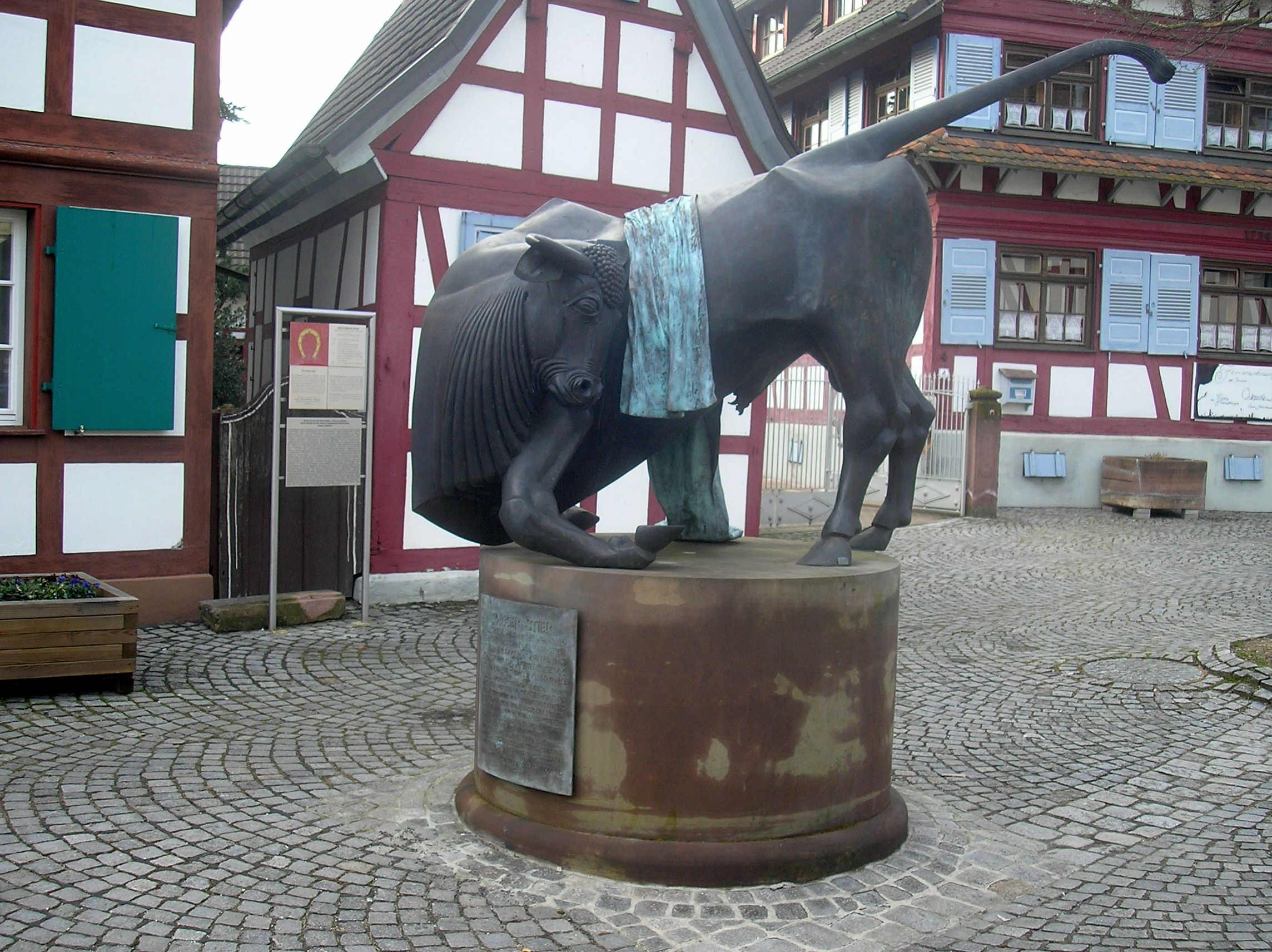
Korker Stier

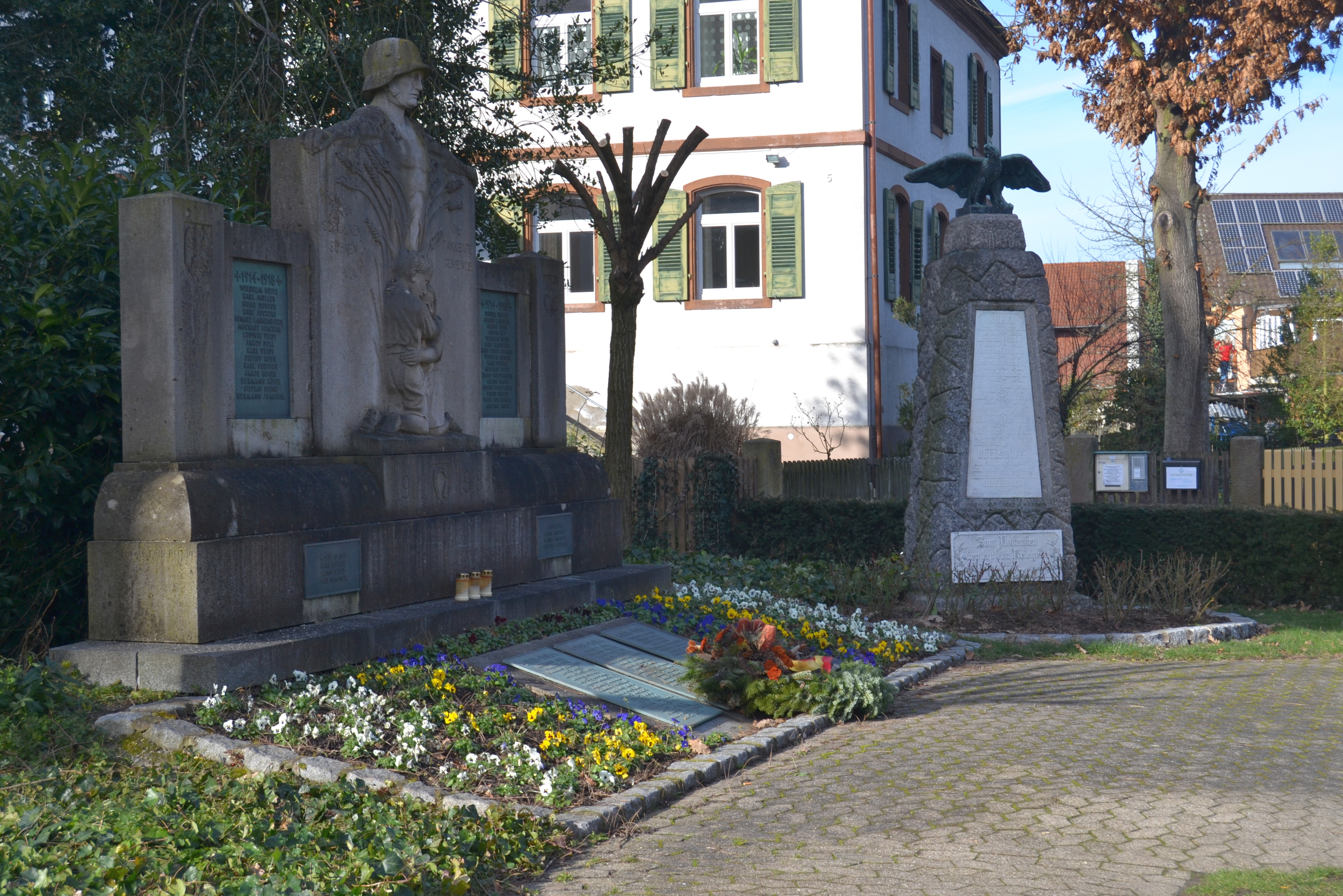
Denkmale für den Deutsch/Französischen, den Ersten und Zweiten Weltkrieg

Kork besitzt einen gut erhaltenen, gewachsenen Ortskern mit zahlreichen Fachwerkhäusern, die teilweise unter Denkmalschutz stehen und stattlichen Bauern- und Wirtshäusern des 19. Jahrhunderts. Um den Platz Auf dem Bühl stehen große Fachwerkhäuser, darunter das ehemalige Gasthaus Krone, ein mächtiger Fachwerkbau von 1723. Am nördlichen Ende des Platzes steht die 1731/1732 erbaute evangelische Kirche. Entlang der Herrenstraße haben sich die Bauten der damaligen herrschaftlichen Verwaltung der Grafen von Hanau-Lichtenberg als einmaliges Ensemble erhalten. Sie wurden bis 1881 durch die Verwaltung des Bezirksamtes Kork genutzt. Zu diesen Bauten zählen:
- Die Alte Landschreiberei, ein Fachwerkbau von 1714
- Die Neue Landschreiberei, heute Korker Schloss genannt, im Stile eines spätbarocken Landsitzes, erbaut 1728
- Die Amtsschaffnei (Finanzamt), ab 1964 Rathaus, heute Ortsverwaltung
- Das Amtsbotenhaus

### Geschichten
Der Fürst vom Hanauerland: Der Korker Industrielle Kiefer verursachte 1929 einen großen Wirtschaftsskandal. Als Essigfabrikant war ihm vom Reichsmonopolamt ein gewisses Kontingent reinen Alkohols (Ethanol) zugestanden, denn Essig wurde damals durch die Vergällung von Alkohol mit Essigsäure hergestellt. Durch Bestechung der Kehler Zöllner und der Beamten des Monopolamtes in Berlin erreichte Kiefer, dass ihm über ein Zehnfaches an Alkohol geliefert werden konnte. Diesen ließ er illegal zu Schnaps verarbeiten, Hauptabnehmer waren die damals in Straßburg stationierten Garnisonen. Auch im Tabakhandel war Kiefer erfolgreich. Nach dem Ersten Weltkrieg mietete er das Korker Schloss und hielt dort mit einer großen Dienerschaft Hof. Er besaß mehrere Hispano-Suiza-Limousinen, Persönlichkeiten wie der Politiker Joseph Wirth zählten zu seinen Gästen in Kork. Dieser aufwendige Lebenswandel brachte ihm den Beinamen Fürst des Hanauerlandes ein. Der Versuch, im Amerika der Prohibition Geld zu machen, schlug fehl, die Schnäpse aus Kork wurden beschlagnahmt. Das war der Anfang vom Ende, 1929 starb Kiefer durch Suizid und hinterließ mehrere Millionen Reichsmark Schulden, was zu mehreren Suiziden ins Elend Gestoßener oder Mitschuldiger in Kork und auch Berlin führte.

### Regelmäßige Veranstaltungen
- Bühlfest[11]
- Jahrmarkt[11]

## Verkehr

### Bahn

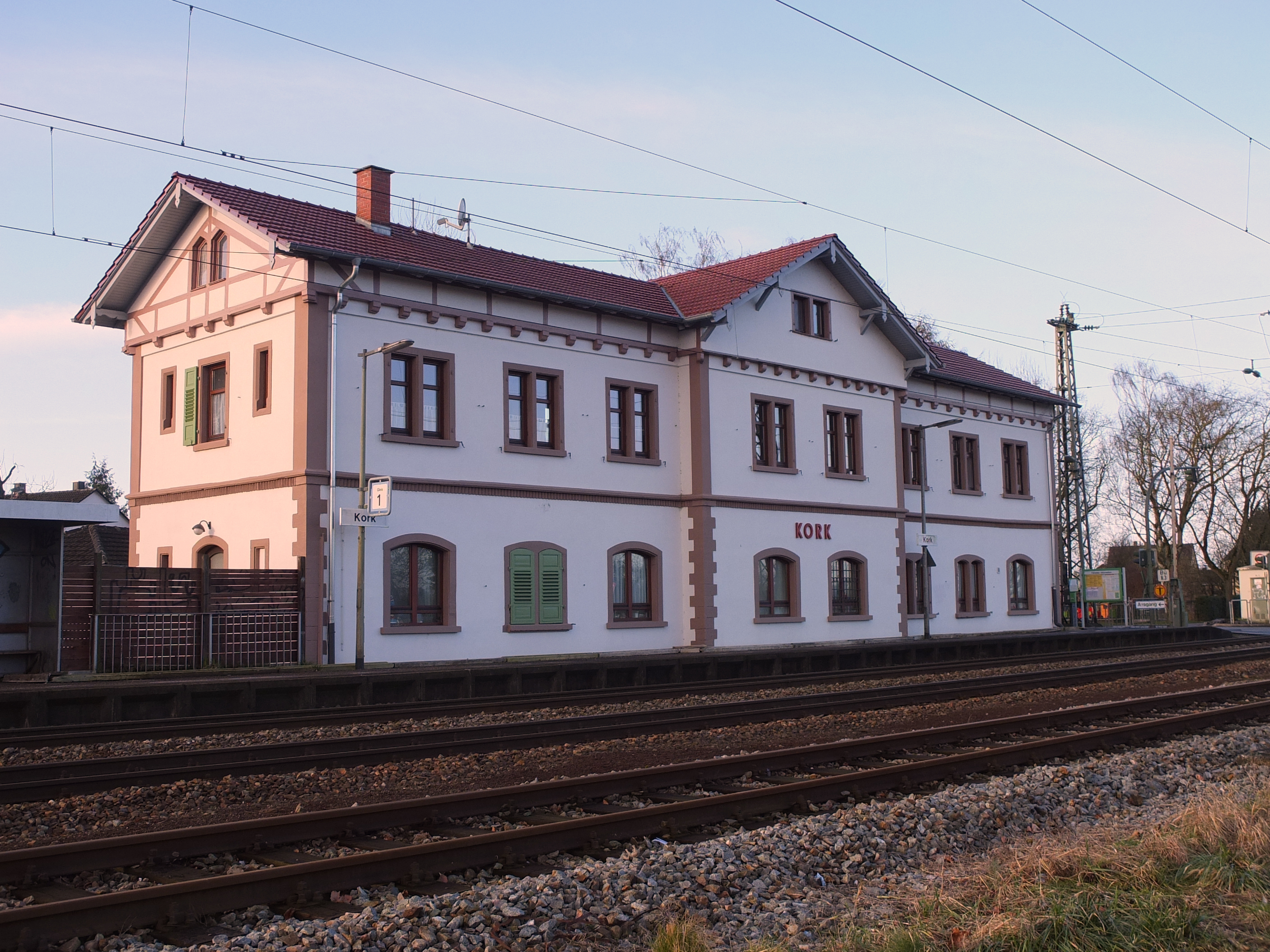
Empfangsgebäude von 1844

Kork ist seit 1844 mit einem Bahnhof an die Bahnstrecke Offenburg–Strasbourg angeschlossen. Das Empfangsgebäude stammt von 1844 und gehört so zu den ältesten erhaltenen Deutschlands. Anfang 1945 wurde das Dach durch Artilleriebeschuss zerstört.
Heute halten hier Züge der Ortenau-S-Bahn zwischen Offenburg und Straßburg. Aufgrund einer Kurve im Bereich des Korker Bahnhofes und des noch nicht erfolgten Ausbaus der Strecke muss der Hochgeschwindigkeitszug TGV Paris–München an Kork mit nur 120 km/h vorbeifahren. Anschluss an den Fernverkehr besteht in Offenburg, Karlsruhe oder Straßburg.

### Straße
Auf dem Gemeindegebiet befindet sich eine Zufahrt zur vierspurig ausgebauten Bundesstraße 28, die westwärts nach Kehl oder Frankreich (Straßburg) führt, ostwärts zur Anschlussstelle Appenweier an der Bundesautobahn 5.
Kork ist mit der Buslinie 7136 von SüdwestBus und mit der Stadtbuslinie K5 mit Nachbargemeinden, der Kernstadt, Willstätt und Offenburg verbunden.

## Infrastruktur

### Bildung
In Kork gibt es zwei städtische Kindergärten. Die Grundschule ist mit der Grundschule im Nachbarort Neumühl zur Grundschule Kork-Neumühl zusammengeschlossen. Sie ist außerdem noch für die Schulkinder aus Odelshofen und Querbach zuständig. Die nächsten weiterführenden Schulen befinden sich in Bodersweier (Werkrealschule) und in Kehl (Realschule und Gymnasien).
Auf dem Gelände der Diakonie Kork befindet sich der Oberlinschulverbund, eine inklusive Gemeinschaftsschule, benannt nach dem elsässischen Pfarrer und Sozialpionier Johann Friedrich Oberlin, und eine Heilerziehungspflegeschule, eine evangelische Fachschule für Sozialpädagogik.

### Gesundheitswesen
Im Ort befindet sich die Diakonie Kork, die u. a. aus einer Klinik zur Behandlung von Epilepsie, einer Werkstatt für behinderte Menschen, Einrichtungen zum betreuten Wohnen und einer inklusiven Gemeinschaftsschule besteht. Zugleich ist sie der größte Arbeitgeber im Ort.
1998 wurde in den Räumen des Handwerksmuseums das weltweit erste und bisher einzige überregionale Museum für Epilepsie und Epilepsiegeschichte eröffnet (siehe auch hier).

## Persönlichkeiten
- Erzherzog Karl von Österreich (1771–1847) residierte mit seinem Offiziersstab bei den Kämpfen um Kehl und Straßburg im Ersten Koalitionskrieg 1796/1797 im Korker Schloss und im Gasthaus zum Ochsen.
- Karl Gustav Fecht (1813–1891), badischer Gymnasialprofessor und Historiker, ist in Kork geboren.
- Ernst Frech (1866–1930), Jurist, Oberamtmann und Landrat
- Albert Schweitzer (1875–1965), „Urwalddoktor“ und Friedensnobelpreisträger, weilte des Öfteren bei Freunden in Kork.
- Hanna Barner (1916–2003), langjährige Oberin der früheren Korker Anstalten, der heutigen Diakonie Kork.[12]
- Frank Rexroth (* 1960), Professor für Mittlere und Neuere Geschichte an der Georg-August-Universität Göttingen
- Bernhard J. Steinhoff (* 1961) ist seit 2004 der ärztliche Direktor des Epilepsiezentrums Kork.
- Susanne Abel, Schriftstellerin und Regisseurin